# Софія Помпоріду
Софія Помпоріду (грец. Σοφία Πουμπουρίδου; нар. 12 червня 1980, село Луговой, нині у складі району Турара Рискулова Жамбильської області Казахстану) — грецька борчиня вільного стилю, чемпіонка світу, чемпіонка, срібна та дворазова бронзова призерка чемпіонатів Європи, учасниця Олімпійських ігор.

## Життєпис
Боротьбою почав займатися з 1998 року.
Виступала за спортивний клуб «Ефірида» з Афін. Тренер — Андреас Христодоулакіс.

## Спортивні результати на міжнародних змаганнях

### Виступи на Олімпіадах
| Змагання                                   | Збірна | Вагова категорія          | Місце |
| ------------------------------------------ | ------ | ------------------------- | ----- |
| Боротьба на літніх Олімпійських іграх 2004 | Греція | жіноча боротьба, до 55 кг | 11    |

### Виступи на Чемпіонатах світу
| Змагання                        | Збірна | Вагова категорія          | Місце  |
| ------------------------------- | ------ | ------------------------- | ------ |
| Чемпіонат світу з боротьби 2001 | Греція | жіноча боротьба, до 51 кг | 9      |
| Чемпіонат світу з боротьби 2002 | Греція | жіноча боротьба, до 51 кг | Золото |
| Чемпіонат світу з боротьби 2003 | Греція | жіноча боротьба, до 55 кг | 26     |
| Чемпіонат світу з боротьби 2005 | Греція | жіноча боротьба, до 55 кг | 11     |
| Чемпіонат світу з боротьби 2006 | Греція | жіноча боротьба, до 55 кг | 15     |
| Чемпіонат світу з боротьби 2007 | Греція | жіноча боротьба, до 55 кг | 16     |
| Чемпіонат світу з боротьби 2008 | Греція | жіноча боротьба, до 55 кг | 14     |

### Виступи на Чемпіонатах Європи
| Змагання                         | Збірна | Вагова категорія          | Місце  |
| -------------------------------- | ------ | ------------------------- | ------ |
| Чемпіонат Європи з боротьби 1999 | Греція | жіноча боротьба, до 51 кг | 10     |
| Чемпіонат Європи з боротьби 2001 | Греція | жіноча боротьба, до 51 кг | Золото |
| Чемпіонат Європи з боротьби 2002 | Греція | жіноча боротьба, до 51 кг | 6      |
| Чемпіонат Європи з боротьби 2003 | Греція | жіноча боротьба, до 55 кг | Срібло |
| Чемпіонат Європи з боротьби 2004 | Греція | жіноча боротьба, до 55 кг | 5      |
| Чемпіонат Європи з боротьби 2005 | Греція | жіноча боротьба, до 55 кг | 10     |
| Чемпіонат Європи з боротьби 2007 | Греція | жіноча боротьба, до 55 кг | Бронза |
| Чемпіонат Європи з боротьби 2008 | Греція | жіноча боротьба, до 55 кг | Бронза |
| Чемпіонат Європи з боротьби 2009 | Греція | жіноча боротьба, до 55 кг | 16     |

### Виступи на інших змаганнях
| Змагання                                                        | Збірна | Вагова категорія          | Місце  |
| --------------------------------------------------------------- | ------ | ------------------------- | ------ |
| Середземноморські ігри 2001                                     | Греція | жіноча боротьба, до 51 кг | Золото |
| Тестовий турнір FILA 2004                                       | Греція | жіноча боротьба, до 55 кг | 10     |
| Гран-прі Німеччини з боротьби 2004                              | Греція | жіноча боротьба, до 55 кг | 5      |
| Середземноморські ігри 2005                                     | Греція | жіноча боротьба, до 55 кг | Бронза |
| Klippan Lady Open 2007                                          | Греція | жіноча боротьба, до 55 кг | Срібло |
| Austrian Ladies Open 2007                                       | Греція | жіноча боротьба, до 55 кг | 11     |
| Турнір Дана Колова — Николи Петрова 2007                        | Греція | жіноча боротьба, до 55 кг | Бронза |
| Klippan Lady Open 2008                                          | Греція | жіноча боротьба, до 55 кг | 13     |
| Олімпійський кваліфікаційний турнір з боротьби 2008 (Едмонтон)  | Греція | жіноча боротьба, до 55 кг | 11     |
| Олімпійський кваліфікаційний турнір з боротьби 2008 (Хапаранда) | Греція | жіноча боротьба, до 55 кг | Бронза |
| Чемпіонат світу з боротьби серед студентів 2008                 | Греція | жіноча боротьба, до 59 кг | Срібло |
| Klippan Lady Open 2009                                          | Греція | жіноча боротьба, до 55 кг | 9      |